# 샌디에이고 대학교
샌디에이고 대학교(University of San Diego, 약칭: USD)는 미국 캘리포니아주 샌디에이고에 위치한 사립 가톨릭 연구 대학이다.